# 白朗峰 (月球)
勃朗峰（Mont Blanc）是月球上阿尔卑斯山脉西侧范围内的一座山峦，靠近雨海边缘。中心月面坐标北纬45.48°、东经0.42°，宽度约25公里，高出邻近雨海3.7-3.8公里，比月球零海拔水平面(半径1737.4公里的球体)高1.12公里。
勃朗峰是地球上阿尔卑斯山脉最高峰的名称，月球上的该名称是由18世纪德国天文学家约翰·希罗尼穆斯·施罗特提出，1935年国际天文学联合会批准接受。它是唯一一个与月球阿尔卑斯山脉相匹配的山名以及唯一一座以勃朗峰命名的外星山脉。其国际名称包含了法语单词“Mont”(山)，而不是拉丁语“Mons”。
尽管曾有声明说月球上的勃朗峰像地球上的一样，是阿尔卑斯山脉中最高的山峰，但月球勘测轨道飞行器的测量数据显示，它只是阿尔卑斯山脉中三座最高的山丘之一，它比最高的一座低600米，比第二高的低100米。